# Jacob Shaffelburg
Jacob Shaffelburg, né le 26 novembre 1999 à Kentville en Nouvelle-Écosse, est un joueur international canadien de soccer. Il évolue au poste d'ailier gauche au Nashville SC.

## Biographie

### Carrière en club
Natif de Kentville, Jacob Shaffelburg commence à jouer au soccer dans des équipes de jeunes, notamment aux Valley United, puis au Black Rock FC et également au Manhattan SC. Il a également joué pour l'équipe de soccer de la Berkshire School en high school,. En 2016, il intègre l'académie du Toronto FC.
Il signe son premier contrat professionnel le 28 novembre 2018, lorsqu'il rejoint l'équipe réserve, le Toronto FC II pour la saison 2019 de la USL League One. Le 19 février 2019, il fait ses débuts professionnels avec le Toronto FC en Ligue des champions de la CONCACAF à l'occasion d'une défaite de 4-0 contre l'Independiente de La Chorrera. Lors de ce match, Jacob Shaffelburg entre à la 57e minute de la rencontre, à la place d'Ashtone Morgan. 
Il signe avec l'équipe première du Toronto FC en tant que Homegrown Player le 21 juin 2019. Il devient le neuvième joueur formé au club de l'histoire de la franchise. Le Lendemain, il fait ses débuts en MLS contre le FC Dallas (défaite 3-0). Lors de ce match, Jacob Shaffelburg entre à la 59e minute de la rencontre, à la place de Jay Chapman. Quatre jours plus tard, il dispute sa première rencontre en tant que titulaire, et délivre sa première passe décisive en faveur de son coéquipier Alejandro Pozuelo, lors d'une victoire de 3-2 contre Atlanta United,.
Après avoir débuté la saison 2022 avec le Toronto FC, Shaffelburg est prêté au Nashville SC le 2 août 2022 ; la franchise du Tennessee détenant une option d'achat pour 2023. Celle-ci est levée le 16 novembre 2022 et il est donc transféré à Nashville pour 300 000 dollars en allocation générale.

### Carrière internationale
En janvier 2020, Jacob Shaffelburg est convoqué pour la première fois en équipe du Canada par le sélectionneur national John Herdman, pour des matchs amicaux contre la Barbade et l'Islande,. 
Le 10 janvier 2020, il honore sa première sélection contre la Barbade. Lors de ce match, Jacob Shaffelburg entre à la 70e minute de la rencontre, à la place de Tesho Akindele. Le match se solde par une victoire 4-1 des Canadiens.
Le 1er octobre 2021, il est de nouveau convoqué en équipe du Canada pour des matchs des éliminatoires de la Coupe du monde 2022 contre le Mexique, la Jamaïque et le Panama,.

## Palmarès
Toronto FC
- Vainqueur du Championnat canadien en 2020.
- Finaliste du Championnat canadien en 2021 et 2022.

 Nashville SC
- Finaliste de la Leagues Cup en 2023

## Statistiques

### Statistiques détaillées
| Saison                | Club                  | Championnat           | Championnat | Championnat | Championnat | Coupe(s) nationale(s) | Coupe(s) nationale(s) | Coupe(s) nationale(s) | Compétition(s) continentale(s) | Compétition(s) continentale(s) | Compétition(s) continentale(s) | Compétition(s) continentale(s) | Séries | Séries | Séries | Canada | Canada | Canada | Total | Total | Total |
| Saison                | Club                  | Division              | M.          | B.          | P.d.        | M.                    | B.                    | P.d.                  | Comp.                          | M.                             | B.                             | P.d.                           | M.     | B.     | P.d.   | M.     | B.     | P.d.   | M.    | B.    | P.d.  |
| 2019                  | Toronto FC II         | USL1                  | 15          | 2           | 3           | -                     | -                     | -                     | -                              | -                              | -                              | -                              | -      | -      | -      | -      | -      | -      | 15    | 2     | 3     |
| 2021                  | Toronto FC II         | USL1                  | 1           | 0           | 0           | -                     | -                     | -                     | -                              | -                              | -                              | -                              | -      | -      | -      | -      | -      | -      | 1     | 0     | 0     |
| Sous-total            | Sous-total            | Sous-total            | 16          | 2           | 3           | 0                     | 0                     | 0                     | -                              | 0                              | 0                              | 0                              | 0      | 0      | 0      | 0      | 0      | 0      | 16    | 2     | 3     |
| 2019                  | Toronto FC            | MLS                   | 10          | 0           | 1           | 2                     | 0                     | 1                     | LCC                            | 1                              | 0                              | 0                              | 0      | 0      | 0      | -      | -      | -      | 13    | 0     | 2     |
| 2020                  | Toronto FC            | MLS                   | 4           | 0           | 0           | -                     | -                     | -                     | -                              | -                              | -                              | -                              | 1      | 0      | 0      | 1      | 0      | 0      | 6     | 0     | 0     |
| 2021                  | Toronto FC            | MLS                   | 20          | 3           | 3           | 3                     | 1                     | 3                     | LCC                            | 4                              | 0                              | 1                              | -      | -      | -      | 2      | 0      | 0      | 29    | 4     | 7     |
| 2022                  | Toronto FC            | MLS                   | 13          | 0           | 1           | 3                     | 0                     | 0                     | -                              | -                              | -                              | -                              | -      | -      | -      | -      | -      | -      | 16    | 0     | 1     |
| Sous-total            | Sous-total            | Sous-total            | 47          | 3           | 5           | 8                     | 1                     | 4                     | -                              | 5                              | 0                              | 1                              | 1      | 0      | 0      | 3      | 0      | 0      | 64    | 4     | 10    |
| 2022                  | Nashville SC (prêt)   | MLS                   | 8           | 2           | 0           | -                     | -                     | -                     | -                              | -                              | -                              | -                              | 1      | 0      | 0      | 1      | 0      | 0      | 10    | 2     | 0     |
| 2023                  | Nashville SC          | MLS                   | 28          | 3           | 1           | 3                     | 0                     | 0                     | LC                             | 6                              | 1                              | 3                              | 2      | 0      | 0      | 3      | 1      | 0      | 42    | 5     | 4     |
| 2024                  | Nashville SC          | MLS                   | 23          | 2           | 3           | -                     | -                     | -                     | CCC+LC                         | 4+2                            | 2+0                            | 1+0                            | -      | -      | -      | 13     | 5      | 1      | 42    | 9     | 5     |
| 2025                  | Nashville SC          | MLS                   | 12          | 1           | 0           | 1                     | 0                     | 0                     | -                              | -                              | -                              | -                              | -      | -      | -      | 7      | 0      | 0      | 20    | 1     | 0     |
| Sous-total            | Sous-total            | Sous-total            | 71          | 8           | 4           | 4                     | 0                     | 0                     | -                              | 12                             | 3                              | 4                              | 3      | 0      | 0      | 24     | 6      | 1      | 114   | 17    | 9     |
| Total sur la carrière | Total sur la carrière | Total sur la carrière | 134         | 13          | 12          | 12                    | 1                     | 4                     | -                              | 17                             | 3                              | 5                              | 4      | 0      | 0      | 27     | 6      | 1      | 194   | 23    | 22    |